# Ханьнань
Ханьна́нь (кит. упр. 汉南, пиньинь Hànnán) — район городского подчинения города субпровинциального значения Ухань провинции Хубэй (КНР).

## История
Исторически эти места входили в состав уезда Ханьян (汉阳县). 
В 1993 году здесь была создана зона технико-экономического развития государственного значения. В 2000 году она была преобразована в зону экспортного производства города Ухань. В 2013 году был образован район Ханьнань.

## Административное деление
Район делится на 4 уличных комитета.